# Gerald Scarlett
Gerald Scarlett, britanski general, * 1885, † 1957.